# 佐藤陽成
佐藤 陽成（さとう ようせい、2003年9月3日 - ）は、北海道稚内市出身のサッカー選手。ポジションはフォワード。

## 来歴
北海道コンサドーレ札幌のユース出身。2020年に2種登録選手としてトップチームに登録されたが公式戦出場はなし。2021年2月、1学年下の西野奨太と共に再び2種登録選手としてトップチームに登録。7月7日の天皇杯3回戦V・ファーレン長崎戦で途中出場し、トップチームデビューを果たした。
その後、西野は同年に飛び級でトップ昇格を果たしたが、佐藤は昇格を果たせず大阪体育大学でプレーを続け、2025年3月17日に北海道コンサドーレ札幌と仮契約を結び2026年シーズンからの加入が内定した。

## 個人成績
| 国内大会個人成績 | 国内大会個人成績 | 国内大会個人成績 | 国内大会個人成績 | 国内大会個人成績 | 国内大会個人成績 | 国内大会個人成績 | 国内大会個人成績 | 国内大会個人成績 | 国内大会個人成績 | 国内大会個人成績 | 国内大会個人成績 |
| 年度             | クラブ           | 背番号           | リーグ           | リーグ戦         | リーグ戦         | リーグ杯         | リーグ杯         | オープン杯       | オープン杯       | 期間通算         | 期間通算         |
| 年度             | クラブ           | 背番号           | リーグ           | 出場             | 得点             | 出場             | 得点             | 出場             | 得点             | 出場             | 得点             |
| 日本             | 日本             | 日本             | 日本             | リーグ戦         | リーグ戦         | リーグ杯         | リーグ杯         | 天皇杯           | 天皇杯           | 期間通算         | 期間通算         |
| ---------------- | ---------------- | ---------------- | ---------------- | ---------------- | ---------------- | ---------------- | ---------------- | ---------------- | ---------------- | ---------------- | ---------------- |
| 2021             | 札幌             | 46               | J1               | 0                | 0                | 0                | 0                | 1                | 0                | 1                | 0                |
| 通算             | 日本             | 日本             | J1               | 0                | 0                | 0                | 0                | 1                | 0                | 1                | 0                |
| 総通算           | 総通算           | 総通算           | 総通算           | 0                | 0                | 0                | 0                | 1                | 0                | 1                | 0                |

- 2020年、2021年は2種登録選手（2020年は背番号40、出場なし）